# Abraham Sarmiento
Abraham F. Sarmiento, Sr. (* 8. Oktober 1921 in Santa Cruz, Ilocos Sur, Philippinen; † 3. Oktober 2010 in Prag, Tschechien) war ein philippinischer Rechtsanwalt und Richter am Obersten Gerichtshof der Philippinen.

## Leben
Nach dem Schulbesuch studierte er Rechtswissenschaft an der Law School der University of the Philippines. Während des Zweiten Weltkrieges diente er als Sergeant in der Streitkräften der Vereinigten Staaten sowie als 3. Leutnant einer Guerilla-Einheit des von General Douglas MacArthur aufgestellten Allied Intelligence Bureau (AIB).
Nach dem Ende des Krieges setzte er sein Studium fort und schloss dieses 1949 ab. Zeitgleich veröffentlichte er unter dem Titel Jose Abad Santos: An Apotheosis eine Biografie über den ermordeten Präsidenten des Obersten Gerichts, Chief Justice José Abad Santos.
Nach Beendigung des Studiums nahm er eine Tätigkeit als Rechtsanwalt auf und gründete zusammen mit den späteren Senatoren Gerardo Roxas und Justiniano S. Montano eine Rechtsanwaltskanzlei, ehe er 1967 aus dieser Partnerschaft ausschied um seine eigene Kanzlei unter dem Namen Abraham F. Sarmiento Law Office zu gründen.
Danach war er als Professor für Zivilrecht an der Law School des Francisco College tätig und zugleich auch Prüfer beim juristischen Staatsexamen. 1971 gehörte er zu den Delegierten des Verfassungskonvents.
Während der durch die Verhängung des Kriegsrechts im September 1972 gestützten Herrschaft von Ferdinand Marcos wurde er zu einem Gegner von dessen diktatorischer Herrschaft, zumal einer seiner Söhne, Abraham Sarmiento, Jr., zu einem der verschwundenen Personen (Desaparecido) dieser Zeit gehörte. Zu dieser Zeit war er selbst zwischen 1973 und 1979 Präsident der Ehemaligenvereinigung der University of the Philippines.
Am 26. Januar 1987 wurde er von Präsidentin Corazon Aquino als Nachfolger von Vicente Abad Santos, einem Neffen von José Abad Santos, zum Beigeordneten Richter (Associate Judge) an den Obersten Gerichtshof der Philippinen berufen und übte diese Funktion bis zum 7. Oktober 1991 aus. Zeitgleich war er zwischen 1988 und 1989 Vorsitzender der Prüfungskommission für das juristische Staatsexamen.
Zuletzt war der mehrfach ausgezeichnete Sarmiento Präsident der Vereinigung der ehemaligen Richter am Obersten Gerichtshof sowie vom 24. August 2000 bis zu seinem Tod Mitglied des Verwaltungsrates der University of the Philippines (UP Board of Regents). Darüber hinaus veröffentlichte er mehrere rechtswissenschaftliche Fachbücher wie Philippine Experience in Enforcing a Bill of Rights: Political Realities and Judicial Perspectives und Problems in Fair Trial: Philippine Experience in Decline of Fair Trial in Asia.
Sarmiento verstarb während eines Besuchs seiner Tochter Regina Irene P. Sarmiento, der Botschafterin der Philippinen in Tschechien.